# Assemblea
L'assemblea è una riunione degli appartenenti a una collettività per discutere problemi di interesse comune e generalmente assumere decisioni ad essi inerenti.

## Tipologie
Esistono assemblee prive di valore legale - ad esempio le assemblee popolari che si formano in occasione di tumulti o semplici manifestazioni. Nella maggior parte dei casi, però, esistono leggi, regolamenti, statuti o altre norme che definiscono i membri di un gruppo. L'assemblea differisce da altre riunioni perché hanno diritto legale a parteciparvi tutti i membri del gruppo così definito.
Le modalità di convocazione e di voto, l'eventuale requisito di un numero legale e altre particolarità operative sono altresì determinate da norme di varia natura.
A titolo di esempio, citiamo alcuni tipi di assemblee:
- le assemblee dei soci di una medesima società o associazione;
- le assemblee di condominio (dette anche "riunioni di condominio"), che riuniscono i titolari di diritti di proprietà o di uso di un condominio;
- le assemblee di classe, che riuniscono gli studenti di una medesima classe scolastica;
- le assemblee legislative, che riuniscono i titolari del diritto di emanare leggi; in Italia anche il Parlamento è un'assemblea legislativa, e non a caso il suo omologo in Francia si chiama Assemblée Nationale;
- le assemblee costituenti, che sono elette e costituite con lo scopo di stendere o riformare drasticamente una costituzione;
- le assemblee dei lavoratori nell'ambito dell'azienda, previste dallo statuto dei lavoratori.
- le assemblee rappresentative

Un esempio particolare di assemblea è l'Assemblea Generale delle Nazioni Unite, a cui partecipano non singole persone, ma stati rappresentati da appositi delegati.